# Eduardo Passarelli
Eduardo Passarelli, artistnamn för Eduardo De Filippo, född 20 juli 1903 i Neapel, död 9 december 1968 på samma ort, var en italiensk skådespelare inom film och teater. Han antog tidigt i karriären ett artistnamn för att undvika att bli förväxlad med sin mer berömda kusin Eduardo De Filippo. Passarelli medverkade i mer än 40 långfilmer under sin karriär, mestadels komedier av det lättare slaget.

## Biografi
Eduardo Passarellis mor Anna De Filippo var ogift, faderns identitet är ostyrkt. Den ofta utan reservationer angivna uppgiften att kusinens far Eduardo Scarpetta även skulle ha varit Passarellis far bygger enbart på indicier och samtida rykten. Det som kan styrkas är att Passarelli under sin barndom och uppväxt bodde tillsammans med sina kusiner i Scarpettas stora villa i Neapel och fick i likhet med dem sin grundläggande skådespelarutbildning av deras halvbror Vincenzo Scarpetta.
En bit in på 1930-talet stod det klart att Passarelli inte hade det som krävdes för en huvudroll på teaterscenen och Vincenzo Scarpetta gav därför honom rådet att söka sig till filmen. Passarelli följde rådet och debuterade på vita duken i Mario Mattolis film Gli ultimi giorni di Pompeo (1937), i den första av flera komiska biroller han fick av Mattoli. Två andra regissörer som upptäckte Passarellis lämplighet för sådana roller och kom att anlita honom ett flertal gånger var Mario Bonnard och Carlo Ludovico Bragaglia. Inte heller inom filmen höll Passarelli en nivå som kunde ha kvalificerat honom för en huvudroll. Sina största framgångar, såväl inom teatern som filmen, nådde han som följeslagare till nära vännen Totò. Av deras framgångsrika samarbeten kan nämnas pjäserna L'ultimo Tarzan (1939) och L'Orlando curioso (1942) samt filmerna Totò al giro d'Italia (1948) och Tototarzan (1950), båda sistnämnda i regi av Mattoli. Passarelli gav också tillsammans med Allessandro Ferraù ut en Totò-biografi, delvis skriven av Totò själv, med titeln Siamo uomini o caporali? (1952). Passarelli drog sig tillbaka från filmen i början av 1960-talet. Den sista titeln i hans  filmografi blev Neapel-ockuperad stad (1962) i regi av Nanni Loy.